# 卡諾西亞鎮區 (明尼蘇達州聖路易斯縣)
卡諾西亞鎮區（英語：Canosia Township）是位於美國明尼蘇達州聖路易斯縣的一個行政鎮區。

## 地方資料
卡諾西亞鎮區的面積為92.32平方千米，當中陸地面積為80.86平方千米，而水域面積為11.46平方千米。根據2020年美國人口普查的數據，當地共有人口2206人，而人口密度為每平方千米23.9人。